# 루이 바르투

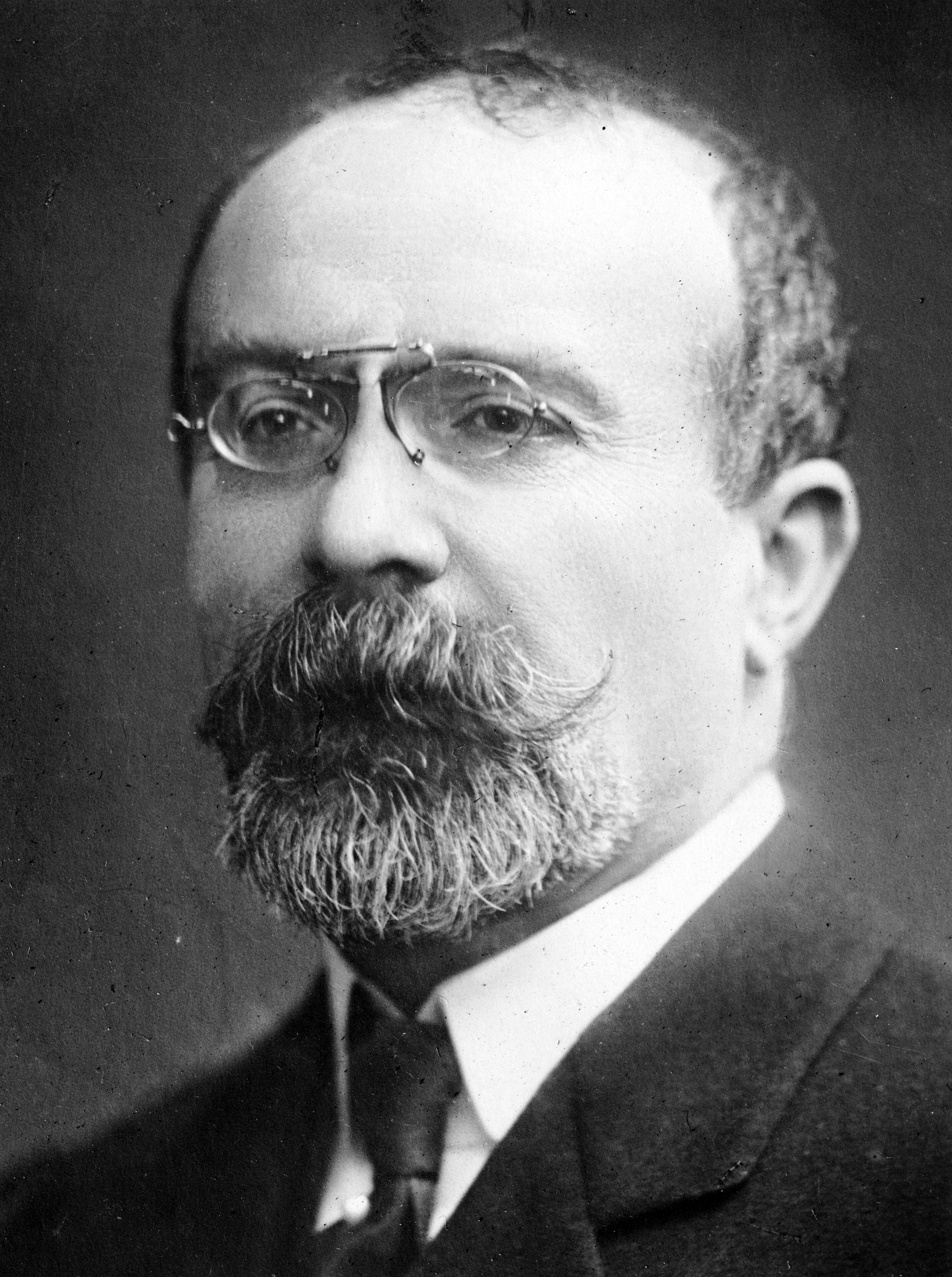
루이 바르투

장 루이 바르투(프랑스어: Jean Louis Barthou, 1862년 8월 25일 ~ 1934년 10월 9일)는 프랑스의 정치인이다.
보르도에서 법학을 전공했으며 1886년에는 파리에서 박사 학위를 취득했다. 1889년에는 소속 프랑스 대의원 의원으로 당선되었고 1913년 3월 22일부터 1913년 12월 9일까지 프랑스의 총리를 역임했다.
1934년에 프랑스의 외무장관으로 임명되면서부터 소련과의 상호 원조 조약 체결을 구상했다. 1934년 10월 9일 프랑스 마르세유를 방문한 유고슬라비아 왕국의 알렉산다르 1세 국왕을 접견하던 도중에 불가리아의 혁명가인 블라도 체르노젬스키가 쏜 권총에 맞아 암살당했다.